# Drabant
Drabant – dawny taniec. Zasięg geograficzny bardzo szeroki, obejmujący całą Polskę. Często występujący jako różnego rodzaju krzyżaki. Jego obecność w lokalnym wiejskim repertuarze tanecznym wskazuje na wpływ kultury tanecznej dworów i dworków (np. w okolicach Kołbieli).